# Julio Ardanaz
Julio Ardanaz Crespo (Rucandio, 22 de mayo de 1860-Madrid, 1939) fue un militar y político español.

## Biografía
Militar español, combatió en la guerra de Marruecos y al implantarse el Directorio militar fue segundo jefe del Estado Mayor Central en 1923, capitán general de la Octava Región en 1925 y ministro del Ejército entre noviembre de 1928 y enero de 1930. Presidiría además el Consejo Superior Geográfico.